# Triệu Thành, Triệu Phong
Triệu Thành là một xã thuộc huyện Triệu Phong, tỉnh Quảng Trị, Việt Nam.

## Địa lý
Xã Triệu Thành nằm ở phía đông huyện Triệu Phong, có vị trí địa lý:
- Phía đông giáp xã Triệu Tài
- Phía tây giáp xã Triệu Thượng và xã Triệu Long
- Phía nam giáp thị xã Quảng Trị
- Phía bắc giáp xã Triệu Hòa.

Xã Triệu Thành có diện tích 8,46 km², dân số năm 2018 là 8.067 người, mật độ dân số đạt 954 người/km².
Tỉnh lộ 576 từ thị xã Quảng Trị đi Cửa Việt, chạy theo hướng nam - bắc, chạy qua địa bàn xã Triệu Thành. Sông Vĩnh Định và sông Thạch Hãn là hai con sông chảy qua địa phận xã Triệu Thành. Cầu Triệu Đông được hoàn thành vào năm 2007 là cây cầu lớn nhất sông Vĩnh Định. Cầu An Tiêm được khánh thành năm 2020 nối liền Triệu Thành với thị xã Quảng Trị bắc qua sông Thạch Hãn song song với Cầu Sải cùng Cầu Rì Rì.

## Lịch sử
Địa bàn xã Triệu Thành hiện nay trước đây vốn là hai xã Triệu Đông và Triệu Thành thuộc huyện Triệu Phong.
Trước khi sáp nhập, xã Triệu Thành có diện tích 2,49 km², dân số là 3.498 người, mật độ dân số đạt 1.405 người/km². Xã Triệu Đông có diện tích 5,97 km², dân số là 4.569 người, mật độ dân số đạt 765 người/km², gồm 4 thôn: Nại Cửu, Bích La Đông, Bích La Trung, Bích La Nam.
Ngày 17 tháng 12 năm 2019, Ủy ban Thường vụ Quốc hội ban hành Nghị quyết 832/NQ-UBTVQH14 về việc sắp xếp các đơn vị hành chính cấp xã thuộc tỉnh Quảng Trị (nghị quyết có hiệu lực từ ngày 1 tháng 1 năm 2020). Theo đó, sáp nhập toàn bộ diện tích và dân số của xã Triệu Đông vào xã Triệu Thành.

## Hành chính
Xã Triệu Thành được chia thành 7 thôn: An Tiêm, Bích La Đông, Bích Trung Nam, Cổ Thành, Hậu Kiên, Nại Cửu, Tân Đức.

## Văn hóa

Nem Chợ Sãi

- Nem Chợ Sãi là một món ăn đặc sản ở xã Triệu Thành
- Chợ Đình Bích La.
- Lễ hội Kỳ Yên thôn Nại Cửu

## Danh nhân
- Lê Duẩn: Cố Tổng Bí thư Đảng Cộng sản Việt Nam.
- Trần Quỳnh: Cố Bộ trưởng, Phó Chủ nhiệm Ủy ban Kế hoạch Nhà nước
- Lê Chưởng - Thiếu tướng Quân đội Nhân dân Việt Nam, Bí thư Xứ ủy Trung kỳ, Thứ trưởng Bộ Giáo dục, Chính ủy kiêm phó Bí thư Quân khu Trị Thiên, Thường vụ kiêm Chính ủy Liên khu IV
- Lê Khánh Hải -  Chính khách cao cấp Việt Nam và hiện là Ủy viên Ban Chấp hành Trung ương Đảng Cộng sản Việt Nam khóa XIII Chủ nhiệm Văn phòng Chủ tịch nước , Chủ tịch Liên đoàn Bóng đá Việt Nam (VFF)
- Đặng Thí - Ủy viên Ban Chấp hành Trung ương Đảng, Bộ trưởng Chủ nhiệm Văn phòng Hội đồng Bộ trưởng
- Lê Bá Đảng - Họa sĩ
- Phan Nhật Nam - Nhà văn
- Võ Tử Văn - Phó bảng thời Tự Đức
- Lê Trinh - Thượng thư bộ lễ và bộ công của triều vua nhà Nguyễn